# Raja straeleni
Raja straeleni (лат.) — вид хрящевых рыб семейства ромбовых скатов отряда скатообразных. Обитают в тропических водах центрально- и юго-восточной части Атлантического океана между 15° с. ш. и 30° ю. ш. Встречаются на глубине до 800 м. Их крупные, уплощённые грудные плавники образуют диск в виде ромба с выступающим рылом. Максимальная зарегистрированная длина 70 см. Откладывают яйца. Не являются объектом целевого промысла.

## Таксономия
Впервые вид был научно описан в 1951 году. Голотип представляет собой самца длиной 62 см, пойманого на глубине 100—110 м (13°05′ ю. ш. 12°46′ в. д.).

## Ареал
Эти демерсальные океанодромные скаты обитают в восточной Атлантике у берегов Анголы, Бенина, Камеруна, Экваториальной Гвинеи, Габона, Гамбии, Ганы, Гвинеи-Бисау, Либерии, Мавритании, Намибии, Нигерии, Того и ЮАР. Встречаются на континентальном шельфе и в мелких бухтах на глубине от 80 до 800 м, в основном 100—300 м. Совершают регулярные миграции, летом держатся ближе к берегу, а зимой уходят на глубину.

## Описание
Широкие и плоские грудные плавники этих скатов образуют диск в виде ромба со слегка выступающим кончиком рыла и закруглёнными краями. На вентральной стороне диска расположены 5 жаберных щелей, ноздри и рот. На длинном хвосте имеются латеральные складки. Рыло притуплённое. Дорсальная поверхность диска покрыта чёрными пятнышками и шипами. Основной фон серый или серо-коричневый. Иногда имеются глазчатые отметины. Вентральная поверхность белая. У молодых скатов окраска ровного цвета. Хвост довольно толстый..  Максимальная зарегистрированная длина 70 см, а масса 1,4 кг.

## Биология
Подобно прочим ромбовым эти скаты откладывают яйца, заключённые в жёсткую роговую капсулу с выступами на концах. Эмбрионы питаются исключительно желтком. Рацион взрослых особей состоит из ракообразных и костистых рыб. 

## Взаимодействие с человеком
Эти скаты не являются объектом целевого промысла. Попадаются в качестве прилова. Крылья употребляют в пищу. Международный союз охраны природы присвоил этому виду охранный статус «Близкий к уязвимому положению».